# エルゼ・ラスカー＝シューラー

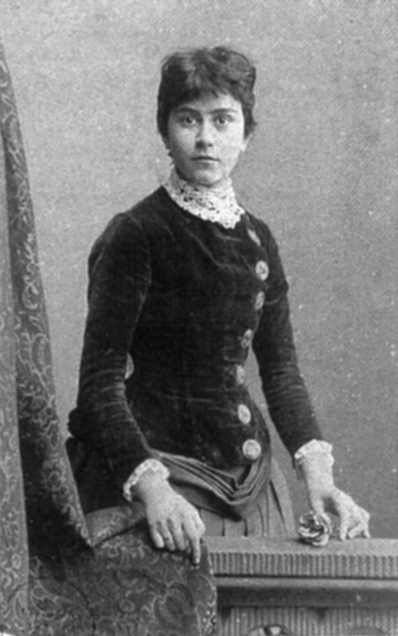
エルゼ・ラスカー＝シューラー

エルゼ・ラスカー＝シューラー（Else Lasker-Schüler, 1869年2月11日 エルバーフェルト（現ヴッパータール市の一部） - 1945年1月22日 エルサレム）はドイツ出身の詩人。エルバーフェルトの裕福なユダヤ教徒の家庭に生まれた。父アーロン・シューラー（Aaron Schüler） は銀行家であった。
ユダヤ系の医師であるヨーナタン・ベルトルト・ラスカー（チェス選手エマーヌエール・ラスカーの兄）と結婚し、一児を出産するが、離婚。その後ベルリンで文学活動に入る。同年、ヘルヴァルト・ヴァルデン（Herwarth Walden）の名前で知られたユダヤ教徒のゲーオルク・レーヴィン（Georg Lewin）と結婚。
表現主義的な抒情詩のほか、小説、戯曲をも作った。文学的出発は自然主義・ユーゲントシュティールの時代に属するが、抒情詩では、神・民族・肉親・異性等への愛をテーマとし、自然や宇宙にも通うような、深い憧憬と女性的感性によって赤裸に歌っている。現実と幻想が溶け合ったメルヘン風の散文作品とともに、内面表象において新境地を開いた。
西方ユダヤ人としての苦悩と、人類和解への悲願が、生涯の行動と表現の根本動機でもあり、作品には、豊かな想像力と、ユダヤ教に対する深い敬慶とが示されているという。
夫ヴァルデンには雑誌『シュトゥルム（Sturm）』誌の創刊の契機を与えた。
奇行とエピソードに富む文士でもあったとも言われ、作中男性人物のオリエント風の衣装で闊歩したり、尊敬していた放浪の詩人・ペーター・ヒレ（Peter Hille）に倣って定住生活習慣をやめる、などしたことが知られる。
1932年、クライスト賞を受賞。1933年、ナチス政権の確立と共にイスラエルの地に帰還し、エルサレムに永住。

## 作品
- 冥府の川 Styx, 1902年（詩集）

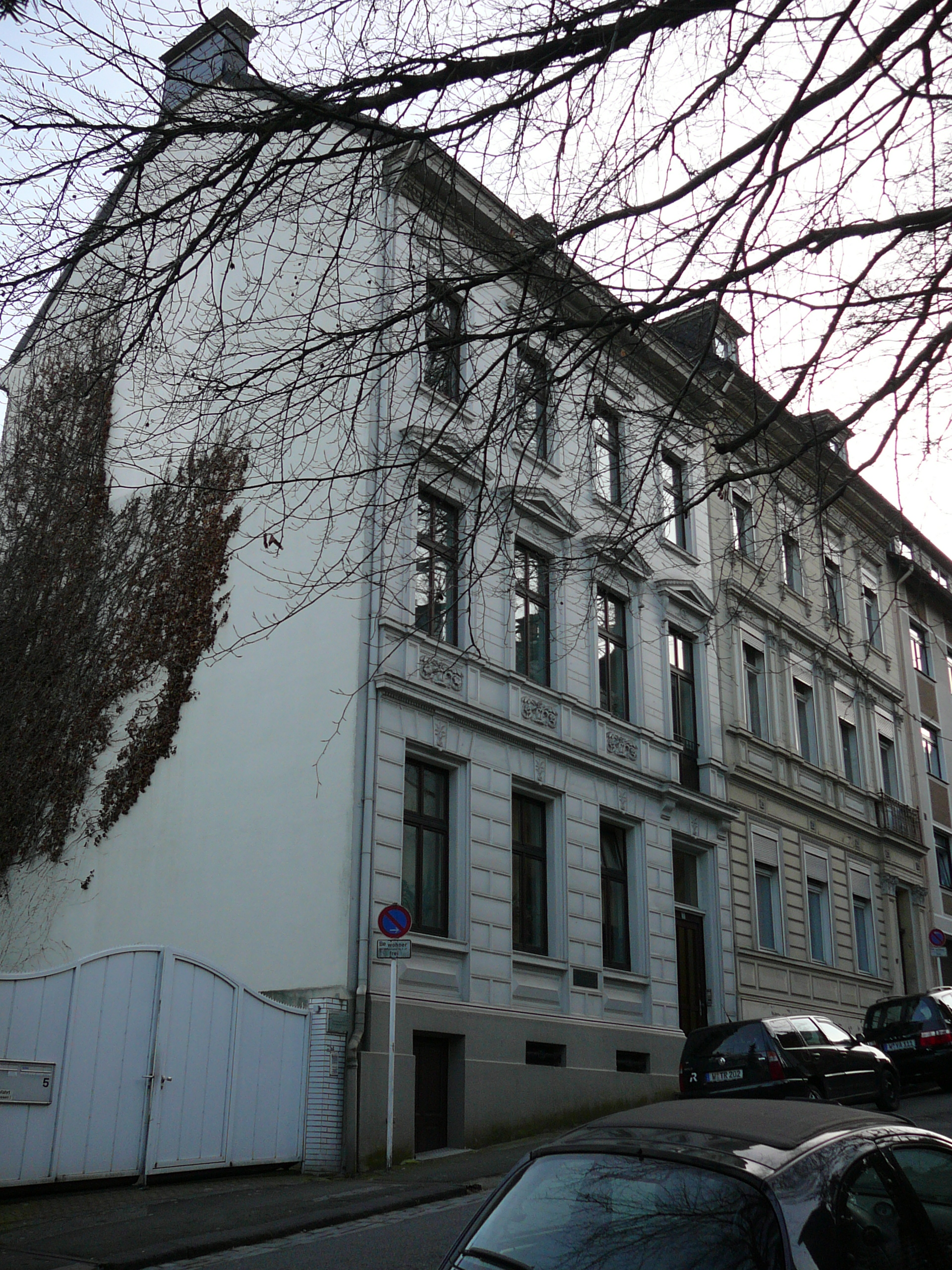
エルゼが生まれ育ったBriller Viertelの家

- ヘブライのバラーデ Hebräische Balladen, 1913年（詩集）
- 私の青いピアノ Mein blaues Klavier, 1943年（詩集）
- ヴッパー川 Die Wupper, 1908年（戯曲）
- わが奇跡 1911年（詩集）
- ヘブライ人の土地 Das Hebräerland, 1937年（散文）
- 創作作品と文書 Dichtungen und Dokumente, 1951年（散文）

他に散文作品が多数ある。